# It's All About Love
It's all about love er en dansk spillefilm fra 2003, der er instrueret af Thomas Vinterberg efter manuskript af ham selv og Mogens Rukov.

## Handling
Til den kolde, dødshærgede metropol ankommer polske John for at blive skilt fra sin polske kone, Elena, der i et par år har boet, trænet og arbejdet i New York. Elena tænker på at stoppe. Derfor vil hun ikke underskrive skilsmissepapirerne men i stedet have John til at hjælpe sig med at flygte.

## Medvirkende
- Joaquin Phoenix - John
- Claire Danes - Elena
- Sean Penn - Marciello
- Douglas Henshall - Michael
- Alun Armstrong - David
- Margo Martindale - Betsy
- Mark Strong - Arthur
- Geoffrey Hutchings - Mr. Morrison
- Thomas Bo Larsen - Night porter
- Teddy Kempner - Brooklyn receptionist
- Giorgi Staykov - Bookish interpreter
- Anna Wallander - Young interpreter
- Mariann Rudberg - Old interpreter
- Michael Simpson - Master of cerimony
- Alexander Sapone - Boy in street
- Giulia Melis - Italian girl in street
- Norman Fearrington - Hotel bodyguard
- Daniel Okine - Ugandan man
- Martha Siima - Ugandan girl
- Suat Kutlug - Robber in subway
- Larry Wendorf - Sleeping man in subway
- Julia Forgy Viktrup - Reporter
- Sean-Michael Smith - Pete
- Ingemar Persson - Chef
- Joanna Nowakowski - Young Elena
- Dennis Kemp - Young John